# Удзава, Хирофуми
Хирофуми Удзава (яп. 宇沢 弘文 Удзава Хирофуми,  21 июля 1928, Йонаго, преф. Тоттори — 18 сентября 2014, Токио) — японский экономист, профессор экономики Токийского университета, президент Японской экономической ассоциации в 1989—1990 годах, президент Эконометрического общества в 1976 году, соавтор модели Удзавы — Лукаса, автор метода Удзавы.

## Биография
Учился в Токийском и Стэнфордском университетах.
Преподавал в Стэнфорде, Калифорнийском университете (Беркли), Чикагском университете. С 1969 года преподавал в Токийском университете.
Президент Эконометрического общества в 1976 году и Японской экономической ассоциации в 1989—1990 годах.

## Научный вклад
Считается соавтором модели Узавы — Лукаса, автором метода Удзавы.

## Награды
За свои достижения был награждён:
- 1997 — Орден Культуры,
- 2009 — Премия Голубая Планета.